# NGC 281

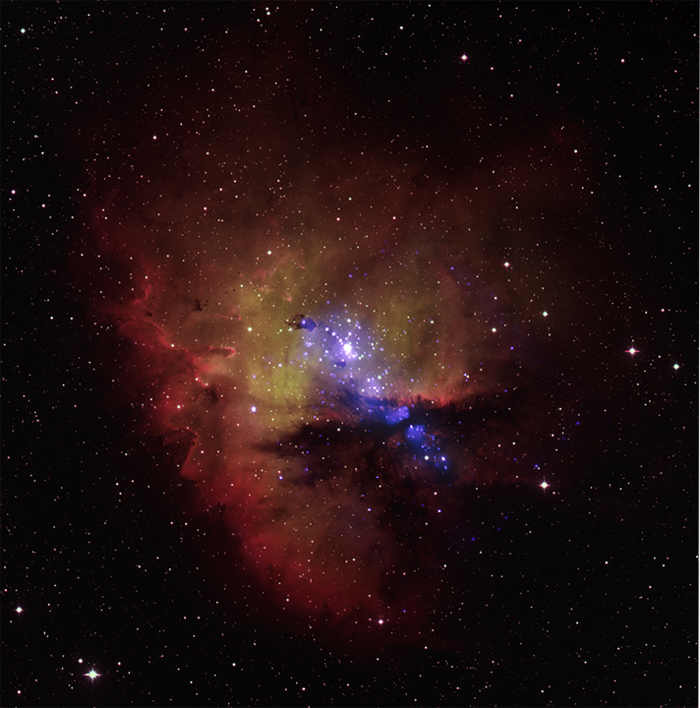
NGC 281

NGC 281 (другие обозначения — IC 11, LBN 616, Sh2-184) — эмиссионная туманность в созвездии Кассиопея. Является областью ионизированного водорода, где происходят процессы активного звездообразования.
Этот объект входит в число перечисленных в оригинальной редакции Нового общего каталога.
Находится на расстоянии около 10 тыс. световых лет от Земли. За форму туманность получила название Туманность Пакман (Pac-Man) в честь персонажа одноимённой аркадной компьютерной игры . Является областью активного звездообразования. Туманность флюоресцирует красным светом под действием ультрафиолетового облучения, источником которого являются горячие молодые звёзды рассеянного скопления IC 1590. В туманности присутствуют также тёмные пылевые структуры .